# Geleitzug JW 57
Der Geleitzug JW 57 war ein alliierter Nordmeergeleitzug, der im Februar 1944 im schottischen Loch Ewe zusammengestellt wurde und kriegswichtige Güter ins sowjetische Murmansk brachte. Er verlor den Zerstörer Mahratta. Auf deutscher Seite gingen U 713 und U 610 verloren.

## Zusammensetzung und Sicherung

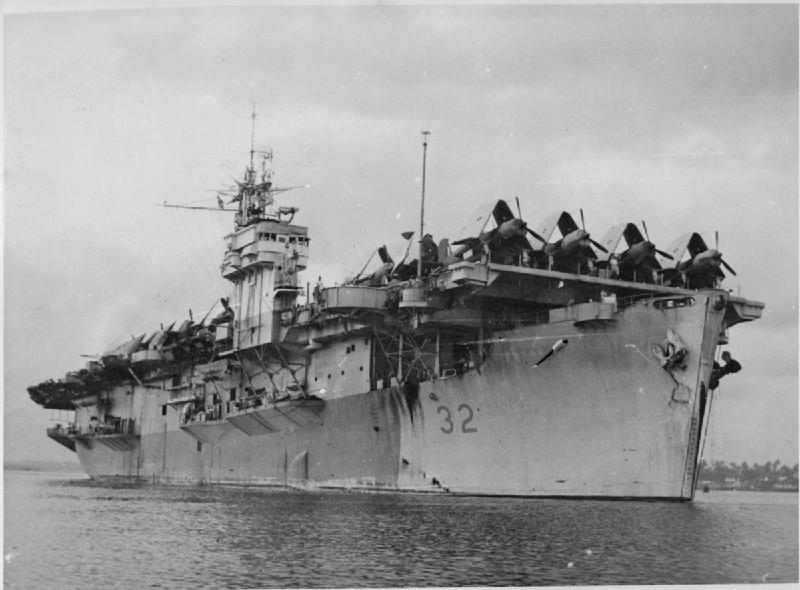
Geleitträger HMS Chaser

Der Geleitzug JW 57 setzte sich aus 42 Frachtschiffen zusammen. Am 20. Februar 1944 verließen sie Loch Ewe (Lage) in Richtung Murmansk (Lage). Bis zum 22. Februar übernahm die Western Local Escort die Nahsicherung, bestehend aus den Minensuchern Hydra, Loyalty, Orestes, Rattlesnake sowie den Korvetten Burdock und Dianella. Danach eskortierte die Ocean Escort mit dem Geleitträger Chaser, dem Flakkreuzer Black Prince, den Zerstörern Keppel, Beagle, Boadicea, Walker, Wanderer, Watchman, Milne, Mahratta, Matchless, Meteor, Offa, Obedient, Onslaught, Oribi, Savage, Serapis, Swift, Verulam und Vigilant, den Fregatten Byron und Strule, und den Korvetten Bluebell, Camellia, Lotus, Rhododendron den Konvoi. Eine Kreuzergruppe bestehend aus Jamaica, Kent, Norfolk und Berwick hielt sich in der Nähe auf.
| Name                | Typ            | Flagge                 | Vermessung in BRT | Verbleib |
| ------------------- | -------------- | ---------------------- | ----------------- | -------- |
| Alexander White     | Frachter       | Vereinigte Staaten     | 7191              |          |
| British Valour      | Frachter       | Vereinigtes Königreich | 6952              |          |
| Byron Darnton       | Frachter       | Vereinigte Staaten     | 7176              |          |
| Caesar Rodney       | Frachter       | Vereinigte Staaten     | 7191              |          |
| Charles Bulfinch    | Frachter       | Vereinigte Staaten     | 7176              |          |
| Charles M Schwab II | Frachter       | Vereinigte Staaten     | 7191              |          |
| Copeland            | Rettungsschiff | Vereinigtes Königreich | 1526              |          |
| Daphnella           | Frachter       | Vereinigtes Königreich | 8078              |          |
| Edward Sparrow      | Frachter       | Vereinigte Staaten     | 7176              |          |
| Empire Carpenter    | Frachter       | Vereinigtes Königreich | 7025              |          |
| Empire Celia        | Frachter       | Vereinigtes Königreich | 7025              |          |
| Empire Nigel        | Frachter       | Vereinigtes Königreich | 7067              |          |
| Fort Brule          | Frachter       | Vereinigtes Königreich | 7133              |          |
| Fort McMurray       | Frachter       | Vereinigtes Königreich | 7133              |          |
| Fort Romaine        | Frachter       | Vereinigtes Königreich | 7131              |          |
| Henry B Brown       | Frachter       | Vereinigte Staaten     | 7200              |          |
| Henry Lomb          | Frachter       | Vereinigte Staaten     | 7176              |          |
| Jefferson Davis     | Frachter       | Vereinigte Staaten     | 7176              |          |
| John A Donald       | Frachter       | Vereinigte Staaten     | 7176              |          |
| John A Quitman      | Frachter       | Vereinigte Staaten     | 7176              |          |
| John Langdon        | Frachter       | Vereinigte Staaten     | 7176              |          |
| John Rutledge       | Frachter       | Vereinigte Staaten     | 7181              |          |
| John Sharp Williams | Frachter       | Vereinigte Staaten     | 7176              |          |
| John Stevenson      | Frachter       | Vereinigte Staaten     | 7176              |          |
| John W Powell       | Frachter       | Vereinigte Staaten     | 7176              |          |
| John Woolman        | Frachter       | Vereinigte Staaten     | 7191              |          |
| Joshua W Alexander  | Frachter       | Vereinigte Staaten     | 7176              |          |
| Lord Delaware       | Frachter       | Vereinigte Staaten     | 7200              |          |
| Louis D Brandeis    | Frachter       | Vereinigte Staaten     | 7200              |          |
| Lucena              | Frachter       | Vereinigtes Königreich | 6556              |          |
| Marie M Meloney     | Frachter       | Vereinigte Staaten     | 7176              |          |
| Nathan Towson       | Frachter       | Vereinigte Staaten     | 7176              |          |
| Nathaniel Alexander | Frachter       | Vereinigte Staaten     | 7177              |          |
| Ocean Strength      | Frachter       | Vereinigtes Königreich | 7173              |          |
| Philip Thomas       | Frachter       | Vereinigte Staaten     | 7176              |          |
| Richard M Johnson   | Frachter       | Vereinigte Staaten     | 7176              |          |
| Robert Eden         | Frachter       | Vereinigte Staaten     | 7176              |          |
| Robert J Collier    | Frachter       | Vereinigte Staaten     | 7176              |          |
| San Ambrosia        | Frachter       | Vereinigtes Königreich | 7410              |          |
| Stevenson Taylor    | Frachter       | Vereinigte Staaten     | 7176              |          |
| Thomas Hartley      | Frachter       | Vereinigte Staaten     | 7176              |          |
| William H Web       | Frachter       | Vereinigte Staaten     | 7176              |          |

## Verlauf
Am 23. Februar sichtete ein deutsches Flugzeug den Geleitzug und hielt Fühlung. Daraufhin verlegten die U-Boote U 956, U 674, U 425, U 601, U 362, U 739, U 713, U 313, U 312 und U 990, die in der Gruppe „Werwolf“ zusammengefasst waren, in Richtung des Geleitzuges. Die U-Boote U 472, U 315, U 673 und U 366 befanden sich noch im Hafen und liefen als Gruppe „Hartmut“ aus. Am 24. Februar nahmen die U-Boote U 425, U 601, U 739 und U 713 als erste Kontakt zum Geleit auf. Dabei versenkte die HMS Keppel U 713. Bis zum Abend des 25. Februar kam aufgrund der Vielzahl an Geleitfahrzeugen kein U-Boot in Schussposition. U 601 (Lage) wurde dabei von einer landgestützten Catalina versenkt, wobei die gesamte Besatzung umkam. Danach kam U 990 in Reichweite zur HMS Mahratta (Lage) und versenkte sie mit einem T-V-Torpedo. Da sie sehr schnell sank, konnten alliierte Schiffe letztlich nur 16 Soldaten retten. Am 26. Und 27. Februar folgten weitere erfolglose Angriffe auf Geleitfahrzeuge, ehe der Geleitzug am 28. Februar in die Kola-Bucht vor Murmansk einläuft. Er verlor den Zerstörer HMS Mahratta. Auf deutscher Seite gingen U 713 und U 601 verloren.